# アブドゥルアズィーズ・カミロフ
アブドゥルアズィーズ・ハフィーザヴィチ・カミロフ (ウズベク語: Abdulaziz Xafizovich Komilov / Абдулазиз Ҳафизович Комилов、ロシア語: Абдулазиз Хафизович Камилов, ラテン文字転写: Abdulaziz Khafizovich Komilov、1947年11月16日 - ) はウズベキスタンの政治家である。同国外務大臣を2回、合計19年間務めた。アブドゥルアズィズ・カミロフやアブドゥラジズ・カミロフとも表記される。

## 経歴

### 生い立ち
1947年11月16日にウズベク・ソビエト社会主義共和国タシュケント州のヤンギユルで生まれた。ソビエト連邦外務省外交アカデミーを卒業し、1978年から1980年にかけてソビエト連邦科学アカデミーの東洋学研究部門の大学院生として歴史学を研究、博士号を取得した。
アラビア語と英語に堪能である。結婚しており息子を儲けている。

### 政治家としてのキャリア
カミロフは1973年から1976年までソビエト連邦レバノン大使のアタッシェとして勤務した。1980年から1984年まで、ソビエト連邦シリア大使館の二等書記官として勤務し、1984年から1988年まではソビエト連邦外務省の中東部書記長を務めた。1988年から1991年までソビエト連邦科学アカデミー世界経済国際関係研究所の研究員として勤務した後、1991年から1992年までロシア連邦ウズベキスタン大使館参事官を務めた。1992年から1994年まで、国家保安庁の副長官に就任した。1994年、外務大臣に任命された。同時に、1998年から2003年まで世界経済外交大学の学長を務めた。2003年3月14日まで外務大臣を務めた後、サディク・サファエフにその任を譲った。これはウトキル・スルタノフ首相が辞任する数ヶ月前の出来事であった。彼はその後大統領国家補佐官に任命された。
その後2003年12月4日にワシントンD.C.に駐在する在アメリカ合衆国特命全権大使及び在カナダ大使に任命された。2008年、加えて在ブラジル特命全権大使を兼務することとなった。2010年より外務省の第一次官を務め、2012年2月に再び外務大臣に就任し、10年以上務めたが、2022年2月に開始されたロシアによるウクライナ侵攻に関連しウクライナ東部ドンバス地域のロシアによる支配を認めていないと発言し、直後に病気療養として表舞台から姿を消し数週間後には辞任を表明。後に安全保障理事会の副議長に就任した。ウラジーミル・ノロフが2022年4月より外務大臣代行を務め、同年9月9日に正式に外務大臣に任命されたことに伴い、カミロフは退任となった。
2023年11月3日、秋の叙勲で旭日大綬章を受章。

## 受賞
特命全権大使の資格を有する。カミロフはウズベキスタンの国家褒章である「Mekhnat Shukhrati」と「Uzbekiston belgisi」を受賞している。
2023年11月3日には、日本国の秋の叙勲で旭日大綬章を受章した。